# 簡錫堦
簡錫堦（1947年3月15日—），中華民國政治人物，黨外運動十八飛鷹之一，曾任民主進步黨新潮流系政協委員，亦曾代表民主進步黨以全國不分區當選為第三、四屆立法委員。

## 簡歷

### 1990年代

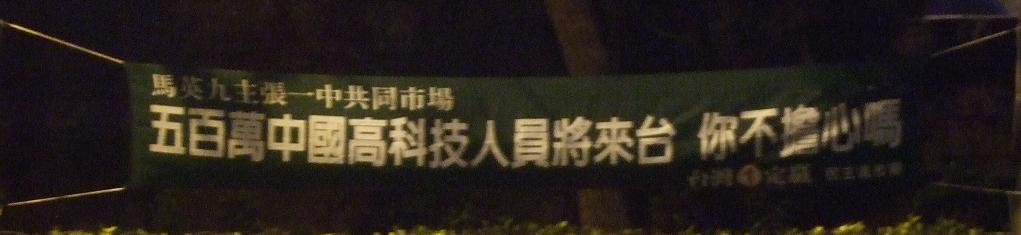
簡錫堦說，民進黨在勞工政策方面，「只站在台獨立場來反對引進中國勞工（以免台獨主張受大陸人海戰術影響），卻不反對外勞，因為有中小企業主的壓力」。

1993年4月26日，時任台灣勞工陣線秘書長的簡錫堦在《自立早報》的焦點對談中承認：「民進黨對工運並不重視。尤其是勞工與資方對抗的若干重要抗爭，民進黨從未用其旗幟支持。民進黨是以中小企業利益為主的政黨；從辜汪會談來說，它受到的壓力也是來自資方。我認為：民進黨至今仍停留於台獨情結，並未有社會革命的思考；如支持李登輝、暗助連戰等，都是民進黨的包袱；勞工政策方面，只站在台獨立場來反對引進中國勞工（以免台獨主張受大陸人海戰術影響），卻不反對外勞，因為有中小企業主的壓力。」簡錫堦還說：「我們（台灣勞工陣線）認為：勞工運動應有意識形態，勞工須有信仰。現在的民進黨幹部就是看不出什麼信仰：除了台獨以外，他腦袋空空，沒有東西，只有口號。而我們的勞工幹部，理念非常清楚，有方向，有信仰。……目前勞陣的階段性目標是推展『福利國家』，這與民進黨的『福利國家』不同：民進黨只是要資源重分配，把軍公教的優待平均分攤給大家，不敢對資本家挑戰；但我們會批判現有體制不敢對資本家課重稅，澄清真正的『福利國家』定義，讓勞工知道『他是國家的主人，國家應為人民服務什麼』。……勞陣的參與者多主張台灣獨立，尤其不少工會幹部都是政治意識覺醒後才投入工運、也較支持民進黨；故勞陣自然傾向台獨，這點與勞動黨（勞權會）傾向統一完全不同。……勞陣的目標在於解放台灣勞工，不可能去解放中國勞工，因為：第一，沒有餘力；第二，現階段不重要。對於兩岸勞工聯合抗爭，我認為：兩岸是有敵意的國家，勞工之間的衝突也大；故應先擴大本身勞工力量，才有結盟可能。我不反對勞工跨國結盟，只是認為不是現階段的重要工作。」
1994年中華民國省市長暨省市議員選舉，工人立法行動委員會發動在選票上貼「以上皆非」貼紙的廢票運動，簡錫堦卻公開反對此舉；他還對媒體表示，投廢票等於幫助中國國民黨。
1996年，簡錫堦接受新潮流系內部提名擔任民進黨不分區立委，引發台灣勞工陣線內部有志獨立於民進黨、而發展成為工人政黨的一群左傾知識分子與工人幹部的強烈不滿。
1997年1月20日，前台灣勞工陣線主席方來進、曾茂興及台灣勞工陣線副主席王文祥等五十餘名台灣勞工陣線幹部聯名舉行記者會，宣布集體退出勞陣，並批評：勞陣遭民進黨新潮流系操控，新潮流系「勞工立委」簡錫堦與劉進興出賣勞工；簡錫堦面對勞陣專職人員對勞陣路線的質疑，卻利用強行鎮壓的手段，不經預告、不提出說明，在1996年前後，由北至南連續非法解僱勞陣五名專職人員（宜蘭分部簡淑慧、台北分部林長昇、台南分部劉思龍、高雄分部林宜瑾、上班族團結組織陳靜雲）；劉進興全程參與1996年12月底召開的國家發展會議，通過「加速公營事業民營化」的政策共識，定下五年的落日條款要讓公營事業「公股零存」，嚴重違反勞工與消費大眾的利益；新潮流系掌控台灣勞工發言權，作為其政治利益交換條件的籌碼，這種「掛羊頭賣狗肉」的作法已嚴重阻礙台灣工運發展；為了台灣勞動者的長遠權益，他們集體宣布退出勞陣，藉此揭穿派系操控的無恥陰謀，號召台灣所有勞工群眾從事真正屬於勞工階級的「反剝削、反腐敗、爭平等」的勞工運動。同月21日，勞陣主席白正憲與勞陣秘書長郭國文舉行記者會回應，確實有許多專職人員在勞陣任職後參選公職人員並順利當選，但他們的當選都不是靠當時工運力量的支持；勞陣會維持原有的主體性、自主運作，且計畫在最短時間內催生「台灣第一個真正的社會民主政黨」。
1998年，營利事業所得稅與綜合所得稅「兩稅合一」稅制立法時，全體立委中只有簡錫堦與蘇煥智積極反對此稅制。

### 2000年代
2000年，時任民進黨立委的簡錫堦推動週休二日、每週工時40小時，民進黨無人支持此案，反而是新黨支持此案；簡錫堦因此認為，民進黨向資本家低頭，完全不是左派政黨。2006年6月，簡錫堦回憶，他推動週休二日、每週工時40小時的時候，「民進黨沒人支持我，他們向資方低頭，最後是新黨支持我」；民進黨從來就不是左派政黨，所謂「民進黨是左派政黨」的說法「根本是誤解」。
2000年8月31日，簡錫堦、簡志忠、單國璽與釋星雲共同發起成立台灣促進和平文教基金會，簡錫堦擔任執行長。2003年8月9日，簡錫堦投書《中國時報》，聲言：「在大選前夕，國內具有影響力的弱勢團體籌組泛紫聯盟，這一擊，是社運團體認清依附政治勢力的虛幻；唯有弱勢相依，重回街頭，才能找到深化公平正義的力量。……我們提醒有改革熱忱的社運團體：必須認清現實的民進黨，才能避免對過度期待下的幻滅。」
2003年8月10日，簡錫堦召集台灣九大社福、社運團體共同發起成立泛紫聯盟，自任泛紫聯盟總召集人；同日，簡錫堦表示，他與民進黨新潮流系成員仍然是朋友，只不過現在政治理念有所不同而已；新潮流系成員有政治上的包袱，他可以理解；而且他長期以來已經很久沒有參加新潮流系或民進黨的黨務活動了，所以沒有離開或不離開民進黨的問題，「我在外面或許自由一點」。

簡錫堦說，「省籍路徑民主化」在民進黨內其實是很簡單的作法，只要進行「外省、本省」的區隔就可動員，一句「香港腳」就可把馬英九區隔出去，不需其他論述，其他公共論述也不見了。

2003年10月4日，台灣社會研究季刊雜誌社（台社）舉辦創社15周年「邁向公共化，超克後威權」學術研討會，東海大學社會學系教授兼台社總編輯趙剛說，台社認為，台灣現在是處於「後威權」時代，不是「反威權」，也不是「非威權」，亦不等於民主；現在泛藍與泛綠均達成「民主完成論」的共識，但是民主完成論的最大受益者是「新政權」陳水扁政府，這讓新政權獲得正當性，卻也讓新政權喪失理想性。簡錫堦說，台社的看法對他從事社運的論述形成很大的衝擊。簡錫堦表示，以前民進黨與新潮流系把統獨議題視為主流矛盾，把社會矛盾視為次要矛盾；現在理性的論述很快和省籍情結扣上，「省籍路徑民主化」在民進黨內其實是很簡單的作法，只要進行「外省、本省」的區隔就可動員，一句「香港腳」就可把馬英九區隔出去，不需其他論述，其他公共論述也不見了；台灣要努力做到，當一個人主張與中國和平尊重時，不會有人說他「賣台」。
2004年，簡錫堦退出民進黨。
2005年8月6日，簡錫堦說，台灣統獨意識形態已將台灣人民區隔，統獨議題早已成為「妖魔式」的對話，統獨問題不能再交給政治人物或專家去談，透過民間的對話才能了解真正問題核心所在。
2006年7月15日，簡錫堦、吳乃德、紀萬生、張富忠、范雲、吳介民、黃長玲、吳叡人、李丁讚、林國明、徐斯儉、陳明祺、郭宏治、陶儀芬與黃洛斐共同發起親綠學者715聲明〈民主政治和台灣認同的道德危機：我們對總統、執政黨和台灣公民的呼籲〉，呼籲總統陳水扁辭職下台。2006年9月，時任台灣促進和平文教基金會執行長的簡錫堦擔任百萬人民倒扁運動執行副總指揮（總指揮為施明德）。
2007年4月10日，簡錫堦與稅改急先鋒成員孫一信抨擊，民進黨立委薛凌、侯水盛推動「遺產及贈與稅」廢除或減半，這根本與財產達新台幣五千萬元以下的民眾無關，說穿了就是圖利財團，將使國庫每年損失新台幣三百多億元的稅收；簡錫堦說，泛紫聯盟解散後，他們會繼續爭取稅制的公平正義，民進黨不要以為自己可以為所欲為、以為沒人監督稅制；簡錫堦也呼籲民進黨，不要提名薛凌，否則民進黨就是「向右轉」的「財團政黨」。

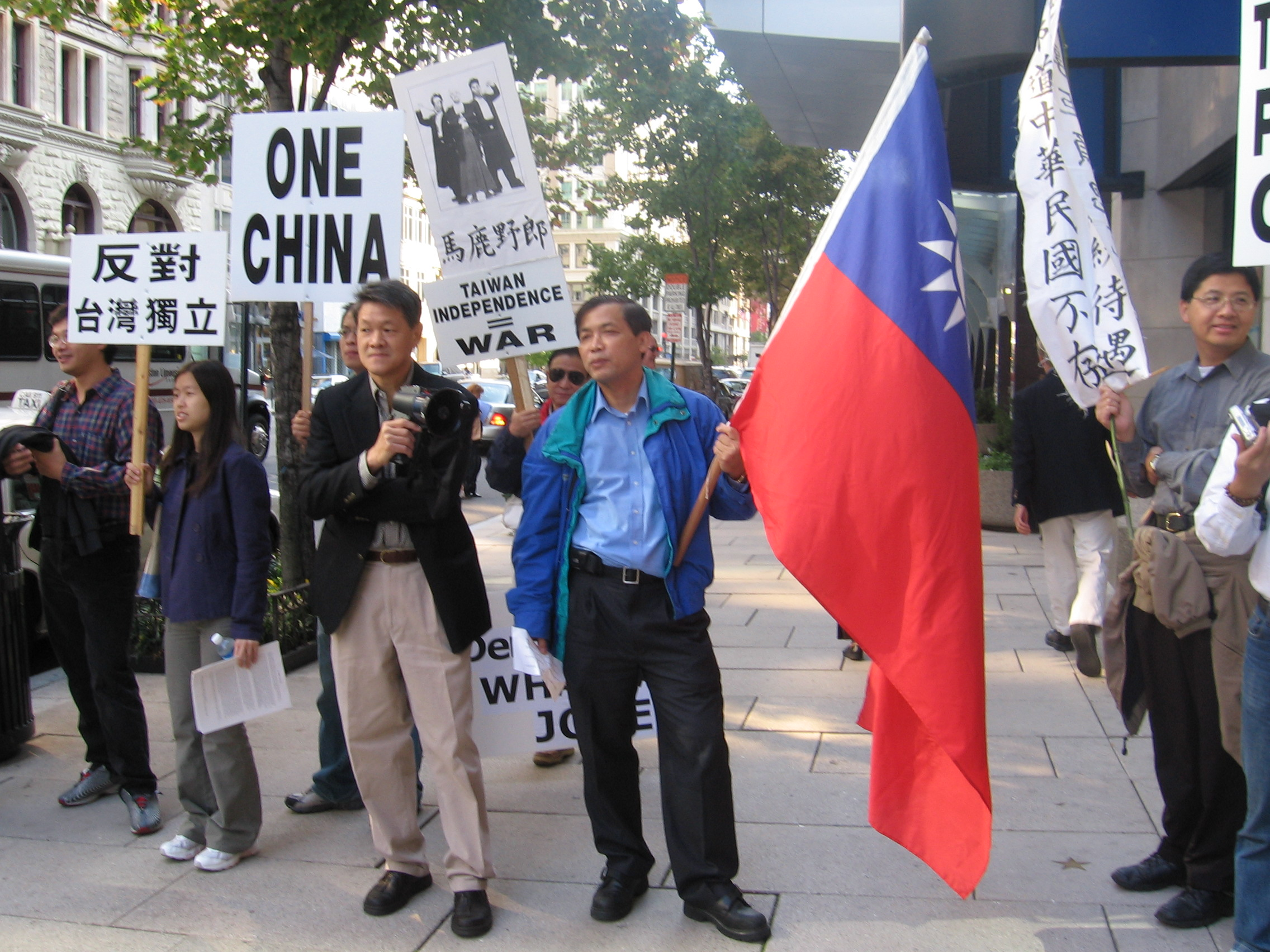
簡錫堦說，獨派沒有說明台灣獨立可能帶來的戰爭疑慮。

2007年6月10日，台灣促進和平文教基金會舉行記者會提出「和平獨立」與「民主統一」的兩岸和平政策主張，簡錫堦說，台灣的統獨議題一直都被泛藍與泛綠聯合壟斷發言，獨派要「民主獨立」，統派要「和平統一」；但獨派沒有說明台灣獨立可能帶來的戰爭疑慮，統派也無法在兩岸民主進程中作出解釋，藍綠就陷在虛無的統獨意識形態中；因此，他們提出「和平獨立」與「民主統一」的兩岸和平主張，盼走出藍綠思維。
2007年10月2日，簡錫堦召集台灣社會福利總盟、台灣促進和平文教基金會、中華民國老人福利推動聯盟、中華民國全國教師會、中華民國殘障聯盟、中華民國智障者家長總會、台灣勞工陣線、台灣少年權益與福利促進聯盟、台北市社會福利聯盟、中華民國康復之友聯盟、台灣婦女團體全國聯合會、媒體改造學社、台灣社會福利學會、台灣女人連線、台北市上班族協會、民間司法改革基金會與婦女新知基金會成立公平稅制改革聯盟。
2008年1月10日，立委選舉推薦連線邀集綠黨、紅黨、新黨、第三社會黨等小黨舉行記者會，時任立委選舉推薦連線召集人的簡錫堦批評，民進黨貪腐、不思改革、而且操弄族群矛盾以掩蓋自身貪腐無能，國民黨則反動。
2008年2月24日，時報文教基金會等團體舉辦電影《再見曼德拉》首映會與「曼德拉與南非族群和解」座談會，簡錫堦與《中國時報》社長林聖芬擔任座談會主持人。
2008年3月31日，簡錫堦表示：過去因為國民黨的保守、右派，台灣社運界被民進黨以「反國民黨」的大旗吸納在一起，而且還為民進黨寫白皮書、拉票；但民進黨裡原被認為最同情社運的新潮流系「現在已經變成小政客了」，「尤其邱義仁變最多」。簡錫堦認為：有些人寄望「社運救民進黨」，社運團體「沒那麼偉大」，畢竟「他們不敢跟過去政治的朋友太過對立」，而且民進黨根本就認為「社運沒多大的影響力，且不敢背叛他們」；過去民進黨用資源收編社運團體，心態上甚至已是瞧不起社運，找社運回來「搞不好還要想一想」。不過，簡錫堦也說：社運並未因此對國民黨撤去心防，因為國民黨大贏但仍是老面孔，這些人與社運始終不能對焦、爭取信任。簡錫堦同時表示：以基本盤對決，最後被證明是「便宜的手段」；國民黨與民進黨要獲得人民穩定的信任，其實是看誰「先站在把公民運動的價值放在政黨核心」的思考點上；而群眾的眼光也必須理解，得以公民運動的方式提升價值，政治才會改變，政黨也才會被拉著向前進步。
2008年7月7日，簡錫堦坦承，民進黨確實有一批人找他談過「中間偏左」，但他說：「我認為：他們只是想利用，不是真想『學』。」「他們只是想利用中間偏左，作為擴張政權的口號。」他說，民進黨談中間偏左，卻不瞭解中間偏左，以為把英國工黨的第三條路拿來抄一抄就是「左」，「他們其實有很多無知與誤解」；他說，如果民進黨真的想要中間偏左，應該是「一整套的」，甚至民進黨主席蔡英文應該把所有幹部找來一起「修煉」，並大刀闊斧地調整民進黨的核心價值、組織、政策走向……等。他同時爆料，蔡英文擔任立委時宣稱支持最低稅負制，卻派前行政院經濟建設委員會（經建會）主任委員陳博志向他遊說以「阻擋」他的行動；換言之，民進黨並未針對前後立場轉變，提出足以令人信服的解釋，並且宣示中間偏左最重要的「實踐方法」——挖資本家的荷包（例如：改變目前不公平的稅制，向富人課重稅，而不是只有受薪階級一毛錢都跑不掉）；民進黨只喊了讓窮人較「爽」的口號，但他們從未敢直接向「有錢人」揮刀，只宣揚了前一半的價值，「民進黨有財務危機，得募款，哪敢向富人開刀」，恐怕離中間偏左還有很大距離。他說，台灣團結聯盟（台聯）為台灣毛巾業者爭取權益，但那些業者是「弱勢的資本家」，台聯此舉並非從左派、勞工的階級出發，「中間偏左是連自己台商在中國是否以便宜價格剝削勞工都要追究的」，他懷疑台聯是否敢如此追究。他說，國民黨、民進黨與台聯其實都屬於自由主義，他們都是右派政黨，他們所標榜的「偏左」頂多到約翰·羅爾斯《正義論》中「自由主義仍有足夠的理論資源，回應時代的挑戰，建構一個較其他政治理論更為公正的社會」的程度。
2008年8月30日，830百日怒吼大遊行從臺北市艋舺龍山寺與頂好名店城兩路出發，匯集於凱達格蘭大道，群眾高喊「台灣加油」和「馬英九下台」，蔡英文致詞時承諾「我們會給你一個更好的民進黨，給你一個更民主的臺灣，給你一個經濟更好的臺灣，給你一個政治更清明更陽光的臺灣」；簡錫堦表示，830百日怒吼大遊行訴求嗆馬，未見批判涉及海外洗錢的陳水扁，民進黨「實在太鄉愿，內部批判力全然萎縮，如何感動中間選民」。

### 2010年代
2011年3月10日，簡錫堦召集青年要好野、卡債受害者自救會、台灣當代漂泊協會、台灣促進和平文教基金會、國際特赦組織台灣總會、法律扶助基金會、台灣國際醫學聯盟等社運團體共同發起成立反貧困聯盟，關心社會貧富問題。
2013年1月13日，簡錫堦說，如果民進黨只是為操弄社會團體而與社會團體對話，缺乏宏觀思維，只看選票與政治算計，這樣不夠、也不恰當；他建議民進黨，擬訂堅定的價值信仰，挑戰財團，維護租稅公平，才能帶領台灣往前走，不能只是回應當前遭遇的社會問題。
2013年1月20日，簡錫堦表示，80%以上的台灣民眾都認為中華民國主權獨立，民進黨不需要再去強調台獨，台灣維持現狀就是獨立；民進黨早期都是操弄仇恨與種族主義，以當下便宜、好操弄的「愛國」與「排外」來凝聚選票，但對未來的傷害大、成本高；平等、公益、民主、人權是台海兩岸交流的基本要件，兩岸應該平等對待而不是操弄仇恨，台灣要用善意而非仇恨來改變中國，要讓中國沒有動武的藉口，對中國也不能只講求經濟利益；民進黨面對中國時應該放下仇恨，民進黨的中國政策應該要多點智慧，以政治家的宏觀角度提出訴求，不必去強調台灣要脫離中國。同日，民進黨發言人林俊憲回應，民進黨從來就沒有用仇恨來看待中國，對於兩岸交流問題，政府應該多與社會對話、聽取各方不同的意見，不要為開放而開放，這是民進黨一貫的立場。
2013年8月3日，簡錫堦表示，政黨與社會運動本來就有所區隔，政黨不能主導社會運動，政黨應從體制上建構政策與制度；如果政黨對社會公平正義都不發聲，政黨會與民眾疏離；面對社運團體的需求，民進黨應提出政治解決方案並積極立法以說服公民社會，但目前都沒有看到民進黨有如此做。
2015年1月30日至2月1日，簡錫堦擔任黑色島國青年陣線寒假工作坊「自由幻夢：反新自由主義工作坊」講師之一，講題為「租稅，要不要正義」。
2016年4月17日，台灣民意教育基金會舉行成立茶會，該會是由台灣促進和平文教基金會改組而來，簡錫堦為創會董事之一，游盈隆擔任創會董事長。
2016年11月13日，中華民國總統兼民進黨主席蔡英文破例在總統官邸接受《台灣蘋果日報》專訪，對於一例一休爭議引發2016工鬥連線絕食抗議，她說，「對民進黨來說，這是有史以來最痛苦的事，非常痛苦，因為中小企業也是民進黨長期夥伴」。2016年11月17日，簡錫堦說，蔡英文政府推動一例一休及砍掉勞工七天國定假日，太過急躁，未事先與勞工團體溝通，在拍板定案後又迅速在立法院闖關，「至此和勞工的信任度降至冰點，關係破裂」；台灣需要中間偏左的政黨，才能制定自由、平等與團結的制度，締造和平進步的理想國。
2016年12月10日，簡錫堦說，蔡英文在2016年當選總統以前倡言支持婚姻平權、落實周休二日、不刪勞工國定假日，但她接任總統未及半年就全部跳票，她正在悖離「信念」與「信任」，令人質疑這些價值只是幕僚起草騙取選票的謊言、而不是她內心的價值；民進黨與蔡英文政府極力將民進黨立法院黨團總召集人柯建銘與立法院外勞工團體的推擠衝突醜化為「工運暴力」，彷彿回到國民黨威權統治時期對付黨外運動及社運團體的招數，完全漠視反對者的指控與訴求，更未見執政者自我反省；蔡英文指揮立法院一定要通過《勞動基準法》修正案，是行政權侵害立法權，違反憲政體制，與民進黨曾經批評的前總統馬英九任內侵犯立法院院長王金平職權完全一樣；蔡英文從未檢討「長工時、低工資」之害，讓台灣企業如吸鴉片般不能戒除毒癮，以致台灣無力產業升級、而被踢出亞洲四小龍行列；「適時降低工時，讓一個工作由兩人分享以促進就業」是未來趨勢，如果蔡英文沒有宏觀經濟理念與先進勞動思維，蔡英文將使台灣掉入第三世界經濟體。

## 著作
- 《無悔：劇變年代的行動者》（台北：先覺出版社，2002）
- 徐銘謙、簡錫堦，《眾神爭奪的國度：走過以色列、巴勒斯坦的戰爭與和平》（台北：新自然主義，2003）
- 《弱者的力量：台灣反併吞的和平想像》（台北：我們出版，2015）

## 外部連結
- 簡錫堦的Facebook頁面